# Capronia
Capronia Sacc. (kapronia) – rodzaj grzybów z rodziny Herpotrichiellaceae.

## Systematyka i nazewnictwo
Pozycja w klasyfikacji według Index Fungorum: Herpotrichiellaceae, Chaetothyriales, Chaetothyriomycetidae, Eurotiomycetes, Pezizomycotina, Ascomycota, Fungi.
Synonimy nazwy naukowej: Berlesiella Sacc., Caproniella Berl., Dictyotrichiella Munk, Didymotrichiella Munk, Herpotrichiella Petr., Melanostigma Kirschst., Polytrichiella M.E. Barr.
Nazwa polska według W. Fałtynowicza. Jedyny występujący w Polsce gatunek o  nazwie kapronia (Capronia peltigerae) został przeniesiony do rodzaju Knufia i obecnie ma nazwę Knufia peltigerae.
Niektóre gatunki:
- Capronia acutiseta Samuels 1987
- Capronia albimontana (M.E. Barr) E. Müll., Petrini, P.J. Fisher, Samuels & Rossman 1987
- Capronia andina Etayo 2003
- Capronia apiculata M.E. Barr 1991
- Capronia arctica M.E. Barr 1991
- Capronia baeomycetis Diederich 1997
- Capronia borealis M.E. Barr 1991
- Capronia brabeji Marinc., M.J. Wingf. & Crous 2008
- Capronia castlerockii (Subhedar & V.G. Rao) Friebes 2011
- Capronia chlorospora (Ellis & Everh.) M.E. Barr 1991
- Capronia ciliomaris (Kohlm.) E. Müll., Petrini, P.J. Fisher, Samuels & Rossman 1987
- Capronia collapsa (Math.) M.E. Barr 1991

Nazwy naukowe na podstawie Index Fungorum. 